# Sink the Bismarck!
Sink the Bismarck! é um filme de guerra e ação de 1960, a preto e branco, realizado por Lewis Gilbert e baseado no livro Os Últimos Nove Dias do Bismarck, de C. S. Forester. 

## Sinopse
Ambientado em Londres, maio de 1941, o filme mostra, do ponto de vista da Divisão de Operações do Almirantado Britânico as tentativas da Marinha Real Britânica na 2ª Guerra Mundial para encontrar e afundar o maior couraçado alemão, o Bismarck.

## Elenco
- Kenneth More .... capitão Jonathan Shepard
- Dana Wynter .... 2.ª-oficial Anne Davis
- Carl Möhner .... capitão Ernst Lindemann do Bismarck
- Laurence Naismith .... First Sea Lord (Sir Dudley Pound)
- Karel Štěpánek .... almirante Günther Lütjens, comandante do Bismarck
- Edward R. Murrow .... ele mesmo
- Michael Hordern .... almirante Tovey, comandante do HMS King George V
- Maurice Denham .... Comandante Richards